# Uster-Oetwil-Bahn
| Streckenlänge: | 10.5 km             |                                   |                                   |
| Spurweite: | 1000 mm (Meterspur) |                                   |                                   |
| Stromsystem: | 500 V =             |                                   |                                   |
| Maximale Neigung: | 70 ‰                |                                   |                                   |
| Minimaler Radius: | 30 m                |                                   |                                   |
| |                     |                                   |                                   |
| \| \| 0.0 \| Uster SBB \| 464 m \| \| \| \| Uster Sternen \| \| \| \| \| Uster Zenkelhof \| \| \| \| \| Uster Kreuz \| \| \| \| \| Uster Thalacker \| \| \| \| 1.0 \| Depot \| 458 m \| \| \| 2.0 \| Riedikon \| 444 m \| \| \| \| Riedikon Kies \| \| \| \| \| Mönchaltorf Haldengut \| \| \| \| \| Mönchaltorf Unterdorf \| \| \| \| 4.9 \| Mönchaltorf \| 464 m \| \| \| \| Esslingen Lieburg \| \| \| \| 7.4 \| Esslingen \| 486 m \| \| \| \| Forchbahn nach Zürich \| \| \| \| \| Oberesslingen \| \| \| \| \| Oetwil Felsengrund \| \| \| \| \| Oetwil Gusch \| \| \| \| 9.6 \| Oetwil am See \| 542 m \| \| \| \| Oetwil Rebacker \| \| \| \| 10.5 \| Langholz \| 581 m \| \| \| \| Wetzikon-Meilen-Bahn von Wetzikon \| \| \| \| \| Wetzikon-Meilen-Bahn nach Meilen \| \| |                     |                                   |                                   |
| U-Bahn-Kopfbahnhof Streckenanfang (Strecke außer Betrieb) | 0.0                 | Uster SBB                         | 464 m                             |
| U-Bahn-Haltepunkt / Haltestelle (Strecke außer Betrieb) |                     | Uster Sternen                     | Uster Sternen                     |
| U-Bahn-Haltepunkt / Haltestelle (Strecke außer Betrieb) |                     | Uster Zenkelhof                   | Uster Zenkelhof                   |
| U-Bahn-Haltepunkt / Haltestelle (Strecke außer Betrieb) |                     | Uster Kreuz                       | Uster Kreuz                       |
| U-Bahn-Haltepunkt / Haltestelle (Strecke außer Betrieb) |                     | Uster Thalacker                   | Uster Thalacker                   |
| U-Bahn-Dienststation / Betriebs- oder Güterbahnhof (Strecke außer Betrieb) | 1.0                 | Depot                             | 458 m                             |
| U-Bahn-Bahnhof (Strecke außer Betrieb) | 2.0                 | Riedikon                          | 444 m                             |
| U-Bahn-Haltepunkt / Haltestelle (Strecke außer Betrieb) |                     | Riedikon Kies                     | Riedikon Kies                     |
| U-Bahn-Haltepunkt / Haltestelle (Strecke außer Betrieb) |                     | Mönchaltorf Haldengut             | Mönchaltorf Haldengut             |
| U-Bahn-Haltepunkt / Haltestelle (Strecke außer Betrieb) |                     | Mönchaltorf Unterdorf             | Mönchaltorf Unterdorf             |
| U-Bahn-Bahnhof (Strecke außer Betrieb) | 4.9                 | Mönchaltorf                       | 464 m                             |
| U-Bahn-Haltepunkt / Haltestelle (Strecke außer Betrieb) |                     | Esslingen Lieburg                 | Esslingen Lieburg                 |
| U-Bahn-Bahnhof (Strecke außer Betrieb) | 7.4                 | Esslingen                         | 486 m                             |
| U-Bahn-Abzweig geradeaus und nach rechts (Strecke außer Betrieb) |                     | Forchbahn nach Zürich             | Forchbahn nach Zürich             |
| U-Bahn-Haltepunkt / Haltestelle (Strecke außer Betrieb) |                     | Oberesslingen                     | Oberesslingen                     |
| U-Bahn-Haltepunkt / Haltestelle (Strecke außer Betrieb) |                     | Oetwil Felsengrund                | Oetwil Felsengrund                |
| U-Bahn-Haltepunkt / Haltestelle (Strecke außer Betrieb) |                     | Oetwil Gusch                      | Oetwil Gusch                      |
| U-Bahn-Bahnhof (Strecke außer Betrieb) | 9.6                 | Oetwil am See                     | 542 m                             |
| U-Bahn-Haltepunkt / Haltestelle (Strecke außer Betrieb) |                     | Oetwil Rebacker                   | Oetwil Rebacker                   |
| U-Bahn-Bahnhof (Strecke außer Betrieb) | 10.5                | Langholz                          | 581 m                             |
| U-Bahn-Strecke von links (außer Betrieb) · U-Bahn-Abzweig quer, nach links und nach rechts (Strecke außer Betrieb) · U-Bahn-Strecke nach rechts (außer Betrieb) |                     | Wetzikon-Meilen-Bahn von Wetzikon | Wetzikon-Meilen-Bahn von Wetzikon |
| U-Bahn-Strecke (außer Betrieb) |                     | Wetzikon-Meilen-Bahn nach Meilen  | Wetzikon-Meilen-Bahn nach Meilen  |

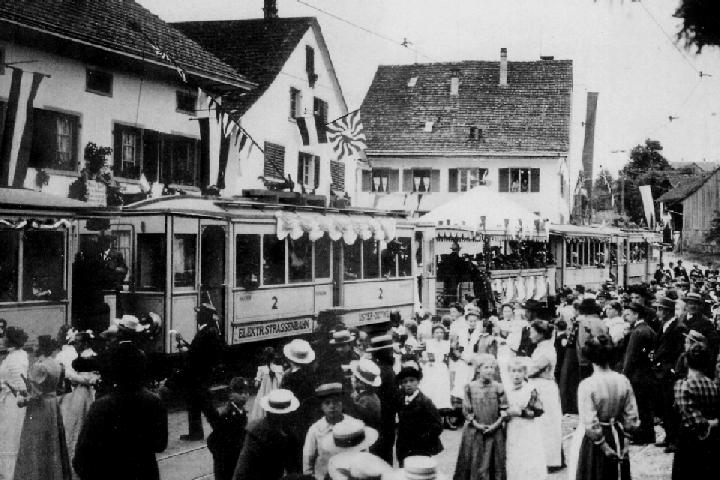
Oetwil am 26. Mai 1909 anlässlich der Einweihung der UOeB

Die Uster-Oetwil-Bahn (UOeB) war eine meterspurige Überlandbahn im Zürcher Oberland in der Schweiz, die von 1909 bis 1949 verkehrte und von der gleichnamigen Bahngesellschaft betrieben wurde.

## Entstehungsgeschichte
Dem Bau der Uster-Oetwil-Bahn gingen viele Wünsche, Projekte, Lokalinteressen und Vorgängerkonzessionen voraus. So besass schon die Forchbahn im Jahr 1873 eine Konzession für den Abschnitt von Esslingen nach Uster.
Im Jahr 1893 wurde ein Gesuch für den Bau einer schmalspurigen Strassenbahn von Winterthur nach Uster und über Oetwil–Stäfa–Männedorf nach Meilen eingereicht. Im März 1895 wurde ein normalspuriges Projekt für eine Bahnlinie von Effretikon über Volketswil–Uster–Egg und durch einen 250 Meter langen Pfannenstieltunnel nach Meilen vorgestellt. Der Gemeinde Oetwil gefiel die Streckenführung über Egg natürlich nicht und schlug stattdessen eine Weiterführung über Oetwil nach Uerikon/Stäfa statt nach Meilen vor. Da auch ein baureifes Projekt für eine schmalspurige Bahn von Wetzikon über Grüningen und zum Zürichsee vorlag, verlangte die kantonsrätliche Kommission eine Fusion dieser beiden Projekte.
1896 erteilten die eidgenössischen Räte eine Konzession für eine normalspurige Bahn von Uster über Mönchaltorf–Gossau–Ottikon nach Grüningen und von dort nach Hombrechtikon, wo ein Anschluss an die ebenfalls projektierte Uerikon-Bauma-Bahn (UeBB) erfolgen sollte. Um Esslingen und Egg auch an die Bahn anzuschliessen, war von Mönchaltorf aus eine Stichbahn geplant. Da aber das Geld für die Verwirklichung dieser Vollbahn fehlte, wurde zwei Jahre später, im Oktober 1898, ein weiteres Strassenbahnprojekt vorgestellt. Am 20. Mai 1899 lag die kantonale Bewilligung für die in drei Etappen zu bauende Strassenbahn vor: Uster–Oetwil–Langholz (mit Anschluss an die geplante Wetzikon-Meilen-Bahn), Mühlehölzli–Stäfa und schliesslich Esslingen–Egg.
Mitte 1903 fand man den Bahnunternehmer und Ingenieur Gustav Gossweiler, der sich für 800'000 Franken verpflichtete, die Bahn zu bauen. Im Dezember 1904 erfolgte die Gründung der Eisenbahngesellschaft Uster–Stäfa. Da aber Stäfa plötzlich an der Bahn kein Interesse mehr zeigte, entschloss man sich, nur die Strecke Uster–Oetwil–Langholz zu bauen und gründete dazu am 28. Dezember 1905 die Gesellschaft Elektrische Strassenbahn Uster–Oetwil. Im Mai 1908 wurde dann endlich mit den Bauarbeiten begonnen und ein Jahr später, am 25. Mai 1909, konnte man die Eröffnung des Fahrbetriebes feiern.

## Strecke und Betrieb
Die ganze Strecke der scherzhaft Uster-Oepfel-Bahn genannten Bahn betrug fast 11 Kilometer und begann auf dem Bahnhofplatz des Bahnhofs Uster und endete in der abgelegenen Station Langholz oberhalb von Oetwil am See. Hier bestand Anschluss an die im Oktober 1903 eröffnete Wetzikon-Meilen-Bahn (WMB). Dazwischen befanden sich die Stationen Riedikon, Mönchaltorf, Esslingen und Oetwil am See. Das maximale Gefälle betrug zwischen Langholz und dem Dorf Oetwil 61 Promille.
Die UOeB schloss mit den SBB einen Vertrag über den Güterwagenumlad im Bahnhof Uster, sowie einen über die gemeinsame Nutzung der Gleisanlagen im Endbahnhof bzw. Umsteigebahnhof Langholz. Dieser war problematischer und die WMB verbot gar der UOeB, auf deren Gleise mit Anhängewagen zu manövrieren.
Das nach der Eröffnung gelb gestrichene Rollmaterial bestand aus drei durch die Waggon- und Maschinenfabrik Bautzen fabrizierten Motorwagen mit 18 Sitzplätzen und einer Höchstgeschwindigkeit von 30 km/h, drei Personenwagen mit 24 Plätzen, sowie zwei gedeckten und drei offenen Güterwagen. Der Personenverkehr entwickelte sich befriedigend und der Güterverkehr übertraf alle Erwartungen. 1910 wurden total 90'379 Personen befördert und 1919 die Rekordzahl von 140'290 Personen.
Am 29. November 1912 wurde die Forchbahn zwischen Zürich und Esslingen eröffnet und ein Vertrag regelte die gemeinsame Benützung der Station. 1916 wurden die Motor- und Personenwagen in die neuen Hausfarben blau-weiss (Zürcher Farben) umgestrichen.
Ab 1925 bekam die UOeB im Personen- und vor allem im Güterverkehr die Autokonkurrenz zu spüren und man fing an Rationalisierungsmassnahmen durchzuführen. So begann man 1934 mit der Führung von Einmannzügen und 1936 übertrug man die Betriebsführung an die ehemals verachtete Wetzikon-Meilen-Bahn. Aber alles nützte nichts und es rächte sich, das am Unterhalt gespart wurde und das Rollmaterial nicht mehr der Zeit entsprach und immer öfter streikte.

## Stilllegung
1932 wurde angeregt, die Bahn durch einen Autobusbetrieb zu ersetzen. Der Regierungsrat des Kantons Zürich befasste sich nachfolgend mit der Sanierung der drei notleidenden Bahnen UOeB, WMB und UeBB. Ein Gutachten empfahl, wegen der veralteten Anlagen und Einrichtungen die drei Bahnen auf Autobusbetrieb umzustellen. 1943 stimmte der Verwaltungsrat der Uster-Oetwil-Bahn einer Aufhebung der Strassenbahn zu. Die Diskussionen gingen weiter, es bildete sich ein Aktionskomitee für die Erhaltung der Bahnen im Zürcher Oberland. Am 18. März 1946 genehmigte der Kantonsrat seinen Beitrag für die Reorganisation des Verkehrs: Aufhebung der Bahnen und Einrichtung von Autobuslinien. Nach einem heftig geführten Abstimmungskampf stimmte das Zürcher Volk im Mai 1946 mit einem Verhältnis von 3:2 diesem Vorhaben zu. Noch im gleichen Jahr wurde das Unternehmen Verkehrsbetriebe des Zürcher Oberlandes (VZO) gegründet.
Am 1. Oktober 1949 fuhr die Bahn zum letzten Mal von Uster nach Oetwil und wurde am Tag darauf stillgelegt; die Autobusse der VZO fuhren nun durch die Dörfer. Schon eine Woche später begannen die Abbrucharbeiten und das Rollmaterial wurde verschrottet, verkauft oder als Hühnerstall genutzt. In der Ortsmitte von Mönchaltorf existiert noch ein kleiner Güterschuppen mit Rampe.
Die Station Esslingen wurde mit verkleinerter Gleisanlage von der Forchbahn weiterverwendet, ehe sie am 6. Mai 1995 durch die um rund 300 Meter nach Südwesten versetzte, neue Station Esslingen ersetzt wurde. Das Aufnahmegebäude von 1908 beherbergt weiterhin das «Restaurant Bahnhof Esslingen».